# Stillaplatz 11 (Abenberg)

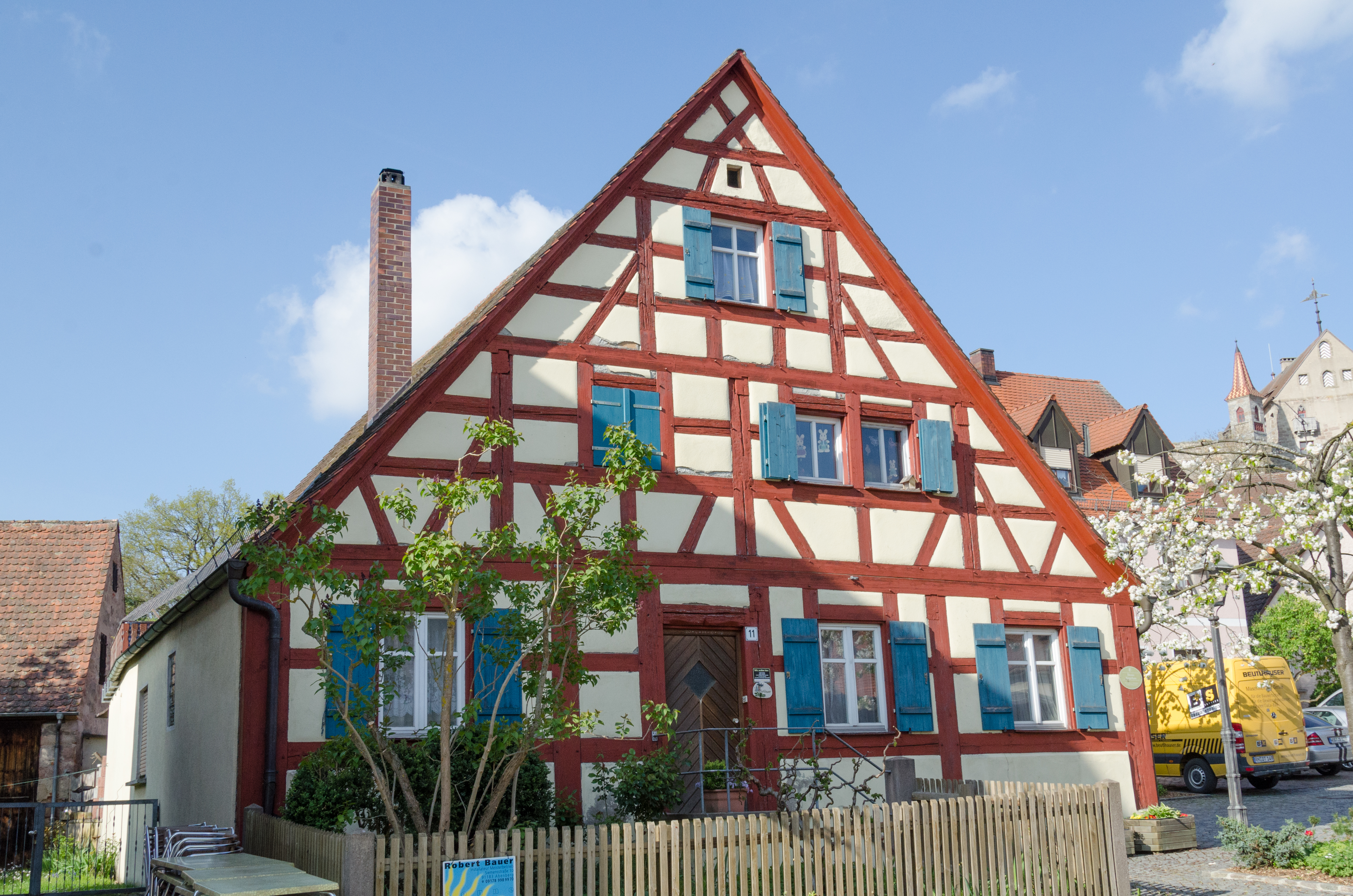
Haus Stillaplatz 11 in Abenberg

Das Gebäude Stillaplatz 11 in Abenberg, einer Stadt im mittelfränkischen Landkreis Roth in Bayern, wurde Ende des 17. oder Anfang des 18. Jahrhunderts errichtet. Das Fachwerkhaus in der Altstadt von Abenberg ist ein geschütztes Baudenkmal.
Das ehemalige Handwerkerhaus ist ein eingeschossiger, giebelständiger und teils verputzter Fachwerkbau mit Steilsatteldach.